# Lorenzo Squizzi
Lorenzo Squizzi (* 20. Juni 1974 in Domodossola) ist ein ehemaliger italienischer Fußballspieler.

## Karriere
Squizzi begann in der Jugend des italienischen Rekordmeisters Juventus Turin 1992 und erhielt dort auch 1994 seinen ersten Profivertrag. Obwohl er trotz nur eines Einsatzes 1994/95 mit der Mannschaft den Meistertitel holte, wechselte er leihweise 1995 zu SPAL Ferrara, von wo aus er 1996 direkt zu Atletico Catania wechselte. Nach einem Jahr und 32 Spielen wechselte er zum AS Lucchese Libertas. Auch dort blieb er nur zwei Jahre, bevor er bei der US Salernitana einen Vertrag unterschrieb. 2000 wechselte er zum AC Reggiana, ein Jahr später verließ er den Verein in Richtung AC Monza Brianza. 2002 wurde er für eine Saison zur AC Cesena verliehen, 2003 für ein weiteres Jahr zu Catania Calcio. 2004 unterschrieb er für ein Jahr bei der AC Perugia Calcio, bevor er 2005 zu Chievo Verona wechselte. Dort blieb er nach drei Vertragsverlängerungen bis zu seinem Karriereende 2014 und stieg mit dem Verein 2008 in die Serie A auf.

## Erfolge
Jugendbereich
- Campionato Primavera: 1993/94
- Torneo di Viareggio: 1994
- Coppa Italia Primavera: 1994/95

Profi
- Italienischer Meister: 1994/95
- Italienischer Pokalsieger: 1994/95
- Italienischer Serie-B-Meister: 2006/07